# Karl Wilmanns
Franz Karl Heinrich Wilmanns (ur. 26 lipca 1873 w Durango, zm. 23 sierpnia 1945 w Wiesbaden) – niemiecki lekarz psychiatra, profesor Uniwersytetu Ruprechta i Karola w Heidelbergu.
Syn Franza Rudolpha Florenza Augusta Wilmannsa i Elise Bernhardine Ottilie Delius; miał jedenaścioro rodzeństwa, jego bratem był chemik Gustav Wilmanns. Maturę zdał w 1891 roku w Riesie. Studiował medycynę na Uniwersytecie w Bonn, Uniwersytecie Jerzego Augusta w Getyndze i Uniwersytecie Fryderyka Wilhelma w Berlinie, studia ukończył w 1897 roku na Uniwersytecie w Bonn. Następnie był asystentem w klinikach psychiatrycznych w Bremie u Delbrücka i w Bonn u Pelmana, a od 1902 roku w klinice psychiatrycznej Uniwersytetu w Heidelbergu u Emila Kraepelina. Od 1904 roku naczelny lekarz (Oberarzt) w klinice psychiatrycznej u Franza Nissla. W 1906 roku uzyskał habilitację w Heidelbergu, w 1912 roku został profesorem nadzwyczajnym. Podczas I wojny światowej służył na froncie jako oficer sanitarny. Od 1917 roku dyrektor zakładu psychiatrycznego w Konstancji. Rok później powołany na katedrę w Heidelbergu jako profesor zwyczajny. W 1933 roku stracił pracę z powodów politycznych, na podstawie artykułu 4 Ustawy o Odnowieniu Stanu Urzędniczego (niem. Gesetz zur Wiederherstellung des Berufsbeamtentums); miał publicznie wygłaszać krytyczne komentarze na temat Hitlera i Göringa. Jego następcą został lojalny wobec nazistowskich władz Carl Schneider.
Zmarł 23 sierpnia 1945 roku w Wiesbaden.
Był żonaty z Elisabeth Johanny Marii Adolphy Meyer; mieli czworo dzieci. Jego córką była Ruth W. Lidz (1910–1995), profesor psychiatrii w Yale University School of Medicine.

## Wybrane prace
- Zur Psychopathologie des Landstreichers: eine klinische Studie. Barth, 1906
- Zur Differentialdiagnostik der „funktionellen” Psychosen. Centralblatt für Nervenheilkunde und Psychiatrie, 1907
- Zur klinischen Stellung der Paranoia. Centralblatt für Nervenheilkunde und Psychiatrie, 1910
- Die Psychopathien. Springer, 1914
- Die Schizophrenie. Zeitschrift für die gesamte Neurologie und Psychiatrie, 1922
- Die Entwicklung der badischen Irrenfürsorge mit besonderer Berücksichtigung der Universitäts-Kliniken, 1929
- Schizophrenie. W: Oswald Bumke (Hrsg.): Handbuch der Geistkrankheiten. Bd. 9. Berlin: Springer, 1932
- Das Vagabundentum in Deutschland. Zeitschrift für die gesamte Neurologie und Psychiatrie 168, 1, 65-111, 1940
- Über Morde im Prodromalstadium der Schizophrenie. Zeitschrift für die gesamte Neurologie und Psychiatrie, 1940
- Lues, Lamas, Leninisten: Tagebuch einer Reise durch Russland in die Burjatische Republik im Sommer 1926. Centaurus-Verlagsgeseelschaft, 1995